# 네덜란드스 탑 40

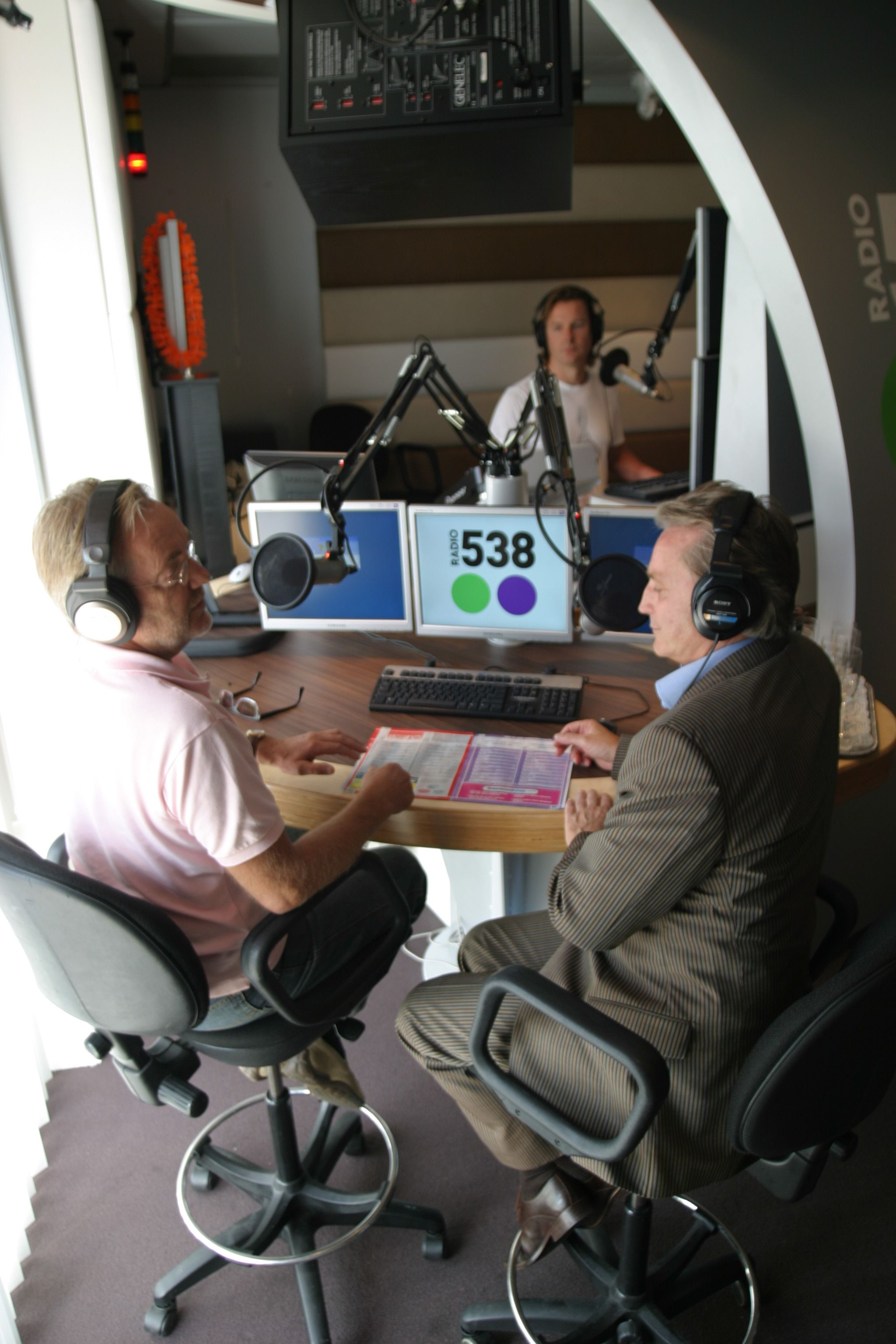

네덜란드스 탑 40(네덜란드어: Nederlandse Top 40)은 네덜란드의 주간 음악 차트이다. 1965년 1월 2일에 처음 시작하여 네덜란드에서 인기 있는 국내 및 해외 곡 중 40곡을 선정하여 매주마다 컴필레이션 앨범으로 발매되고 있다.